# Tegevajaro Miyazaki
El Tegevajaro Miyazaki (テゲバジャーロ宮崎 'Tegebājaro Miyazaki'?)  es un equipo de fútbol de Japón que juega en la J3 League, la tercera división nacional.

## Historia
Fue fundado en el año 1965 en la ciudad de Miyazaki de la prefectura de Miyazaki con el nombre Kadokawa Club y han cambiado de nombre varias veces:
- Andiamo Kadokawa 1965 en 2004
- MSU (Miyazaki Sportsmen United) FC en 2007.[1][2]
- Tegevajaro en enero de 2015

El nombre actual es una mezcla a formada por tege, que en Miyazaki es la pronunciación de la palabra sugoi ("genial, asombroso") y en español las palabras vaca y pájaro.
En la temporada 2020 finalizaron en segundo lugar de la cuarta división y por primera vez logran el ascenso a la J3 League.

## Palmarés
- Kyushu Soccer League  (1): 2017